# Championnat d'Islande de football de deuxième division 1999
Navigation
Saison précédente Saison suivante
La saison 1999 de 2. Deild est la 45e édition de la deuxième division islandaise. Les 10 clubs jouent les uns contre les autres lors de rencontres disputées en matchs aller et retour. Les 2 premiers du classement en fin de saison sont promus en 1. Deild, tandis que les 2 derniers sont relégués en 3. Deild.
Ce sont le Fylkir Reykjavik et le Stjarnan Garbadaer, qui sont promus en première division en fin de saison. Ils remontent en 1. Deild après respectivement 3 et 2 saisons en 2e division. En bas de classement, le KV Austri Eskilfjörður et l'un des promus de 3. Deild, le Víðir Garður, sont relégués dès la fin de la saison en 3e division. 

## Compétition

### Classement
Le barème de points servant à établir le classement se décompose ainsi :
- Victoire : 3 points
- Match nul : 1 point
- Défaite : 0 point

| Rang | Équipe                 | Pts | J  | G  | N | P  | Bp | Bc | Diff |
| ---- | ---------------------- | --- | -- | -- | - | -- | -- | -- | ---- |
| 1    | Fylkir Reykjavik       | 45  | 18 | 15 | 0 | 3  | 46 | 20 | +26  |
| 2    | Stjarnan Gardabaer     | 29  | 18 | 9  | 2 | 7  | 35 | 31 | +4   |
| 3    | FH Hafnarfjörður       | 28  | 18 | 8  | 4 | 6  | 41 | 31 | +10  |
| 4    | IR ReykjavikR          | 26  | 18 | 8  | 2 | 8  | 46 | 35 | +11  |
| 5    | Dalvík/ReynirP         | 26  | 18 | 7  | 5 | 6  | 27 | 35 | -8   |
| 6    | KA Akureyri            | 23  | 18 | 6  | 5 | 7  | 24 | 24 | 0    |
| 7    | UMF Skallagrímur       | 23  | 18 | 7  | 2 | 9  | 36 | 38 | -2   |
| 8    | Þróttur ReykjavikR     | 21  | 18 | 6  | 3 | 9  | 27 | 29 | -2   |
| 9    | Víðir GarðurP          | 21  | 18 | 6  | 3 | 9  | 30 | 44 | -14  |
| 10   | KV Austri Eskilfjörður | 14  | 18 | 4  | 2 | 12 | 28 | 53 | -25  |

|  | Promu en 1. Deild                             |
|  | Relégation en 3. Deild                        |
|  | P : Promu de 3. Deild R : Relégué de 1. Deild |

## Bilan de la saison
| Promotion et relégation |                                     |
| Relégué en 3. Deild     | Víðir Garður KV Austri Eskilfjörður |
| Promu en 1. Deild       | Fylkir Reykjavik Stjarnan Gardabaer |

## Meilleurs buteurs
| # | Buteurs              | Clubs            | Nb de Buts |
| - | -------------------- | ---------------- | ---------- |
| 1 | Hjörtur Hjartarson   | UMF Skallagrímur | 18         |
| 2 | Hordur Magnusson     | FH Hafnarfjörður | 15         |
| 3 | Sævar Þór Gíslason   | IR Reykjavik     | 12         |
| 4 | Atli Vidar Bjornsson | Dalvík/Reynir    | 11         |